# دانشگاه داربی
دانشگاه داربی دانشگاهی در شهر داربی انگلستان است

## تاریخچه
دانشگاه داربی در سال ۱۸۵۱ تأسیس شد. این دانشگاه در سال ۱۹۲۸ به مدرسه هنر و کالج فنی داربی تقسیم شد. پس از ادغام با کالج تحصیلات عالی داربی در سال ۱۹۷۷، چهار مرکز آموزشی دیگر به آن اضافه شد. پردیس جدید آن در سال افتتاح شد.
این دانشگاه در دوره‌ای ده‌ساله بودجه‌ای بالغ‌بر ۱۵۰ میلیون پوند را صرف بهسازی و تجهیز پردیس‌هایش کرده که ۲۷میلیون پوند آن تنها متعلق به پروژه‌های اجراشده در سال ۲۰۱۵ است. بر مبنای همین سرمایه‌گذاری‌ها و طرح‌های توسعه این دانشگاه اکنون به یک دهکده دانشگاهی در شهر داربی تبدیل شده‌است. یک ساختمان اداری مسی‌رنگ جذاب که از زمان تکمیلش در سال ۲۰۱۳ بلااستفاده بود، اکنون به دانشکده حقوق این دانشگاه تبدیل شده‌است.

## دانشکده‌ها
- دانشکده علوم
- دانشکده علوم انسانی
- دانشکده هنر